# Autodromo del Levante
Das Autodromo del Levante ist eine Rennstrecke in Binetto nahe Bari in der italienischen Region Apulien. Sie wurde 1989 eröffnet und wird heute hauptsächlich für Clubsportwettbewerbe benutzt.

## Geschichte
Nachdem mehrere Projekte eine Ersatzstrecke für den von 1947 bis 1956 benutzten Circuito del Lungomare; einem Stadtkurs in Bari; zu schaffen über die Jahrzehnte gescheitert waren, nahm der Bau des Autodromo del Levante einen langwierigen Verlauf. Die Strecke wurde auf dem Gelände eines bereits 1972 geplanten aber erst 1977 eröffneten Motocross-Kurses gebaut. Diese wurde auf Initiative von Nicola Favia, eines lokalen Unternehmers und Motorrad-Fahrers, bereits ein Jahr später in einen Autocross-Kurs umgebaut. Deren Erfolg veranlasste Favia 1979 den Bau einer Rennstrecke an selber Stelle zu planen. Bürokratische Verzögerungen aufgrund eines öffentlichen Konkurrenzprojektes führten dazu, dass Favia das Projekt Mitte der 80er Jahre an den Privat-Rennfahrer und Ingenieur Michele Di Gioia abgab. Dieser entwarf das Layout der Strecke und komplettierte die Fertigstellung. Die Strecke wurde am 10. Juni 1989 nach fast 10-jähriger Planungszeit und vielen bürokratischen Verzögerungen eröffnet.

## Streckenbeschreibung
Die im Uhrzeigersinn befahrene Strecke hat für Motorrad- und Autorennen nur eine asphaltierte Streckenvariante von 1577 m Länge und 10 m Breite. Daneben existiert noch eine Supermoto-Variante mit Offroad-Abschnitten und ein am äußeren Fahrerlager gelegenes Offroad-Gelände. Die Strecke weist 6 Rechts- und 3 Links-Kurven auf. Die Boxenanlage verfügt über 16 Boxen. Es existieren 2 Fahrerlager. Das innere weist 5000 und das äußere 10.000 qm Fläche auf. Die einzige Tribüne bietet 700 Sitzplätze. Die Zuschauerkapazität des Kurses wird mit 7000 Personen angegeben. Sowohl für Motorräder als auch für Autos weist die Strecke eine maximale Feldgröße von 24 Fahrzeugen auf.

## Veranstaltungen
Zu Beginn ihres Betriebs war sie regelmäßiger Austragungsort der italienischen Formel 3 und der nationalen Tourenwagenserien. Seit der italienischen Verband 2004 eine Mindestlänge von 2 km für nationale Wettbewerbe vorschrieb, benutzen heute nur noch Clubrennserien den Kurs. Aktuell starten z. B. die Tropheo Autodromo del Levante, die historische Automobilserie der Campionato Italiano Le Bicilindriche Pista oder die Trofeo ScooterMatic auf dem Kurs.